# Dobrosloveni
Dobrosloveni est une commune roumaine située dans le județ d'Olt.